# Trecastelli
Trecastelli est une commune d'environ 7 500 habitants située dans la province d'Ancône dans la région des Marches, dans le centre de l'Italie.
Trecastelli est née de la fusion de trois communes, Castel Colonna, Monterado et Ripe. La nouvelle commune existe depuis le 1er janvier 2014.

## Administration
| Période                                  | Période | Identité | Étiquette | Qualité |
| ---------------------------------------- | ------- | -------- | --------- | ------- |
|                                          |         |          |           |         |
| Les données manquantes sont à compléter. |         |          |           |         |

### Hameaux
Brugnetto, Castel Colonna, Croce, Francavilla, Giombino, Monterado, Passo Ripe, Ponte Lucerta, Ponterio, Ripe

### Communes limitrophes
Corinaldo, Mondolfo (PU), Monte Porzio (PU), Ostra, San Costanzo (PU), Senigallia